# American Girls (canción)
«American Girls» (en español: Mujeres estadounidenses) es una canción de la banda de rock estadounidense Counting Crows. Fue lanzada el 13 de mayo de 2002 como el primer sencillo de su cuarto álbum de estudio: Hard Candy.

## Historia
Cuenta con Sheryl Crow en los coros.
Primero se lanzó en los Estados Unidos, en mayo, bajo el formato de radio adult album alternative y el 10 de junio se lanzó en Australia. Una semana más tarde se publicó en el Reino Unido.

## Videoclip
El video musical intenta mostrar la calidad de vida de las mujeres en los Estados Unidos.
Mujeres juegan en la calle con una toma de agua en la ciudad de Nueva York, mientras Adam pasea aburrido por su barrio leyendo una revista y visita una peluquería donde las damas llegan. En el salón de belleza las mujeres trabajan con dedicación, pero siguen alegres con sus juegos, divirtiendo a Adam. Finalmente, en su tiempo libre las mujeres se arreglan espléndidamente y asisten a una grabación de Counting Crows; donde bailan, juegan con un perro chihuahua y de fondo se ve la bandera de los Estados Unidos.
El videoclip fue subido a YouTube de manera oficial en junio de 2009 y llevaba registrado más de 2.4 millones de visualizaciones, hasta diciembre de 2022.